# François Valentiny
François Valentiny (Remerschen, 26 d'octubre de 1953) és un arquitecte luxemburgués.

## Biografia artística
Entre 1975 i 1980 va estudiar arquitectura a l'Escola d'Arquitectura de Nancy i a la Universitat d'Arts Aplicades de Viena.
El 1980 va completar els seus estudis amb el títol de Mestre *architecturae a la classe principal del professor Holzbauer a la Universitat d'Arts Aplicades de Viena i va ser becat pel Ministeri Federal de Ciència i Investigació d'Àustria. Al mateix any, va formar una aliança amb Hubert Hermann, fundant l'oficina d'arquitectes «Hermann & Valentiny» a Luxemburg i Viena.
De 1987 a 1992 va ser professor visitant al Departament d'Arquitectura de la Universitat de Ciències Aplicades, Trèveris i el 1991 es va convertir en el primer representant de Luxemburg la Biennal d'Arquitectura de Venècia. Entre els anys 1991 a 2007, va passar per diferents temps, a ser membre del comitè de disseny d'assessorament a la ciutat de Salzburg, membre del comitè de l'arquitectura i d'assessorament urbanístic de la ciutat de Trèveris, membre del comitè assessor al Museu d'Arquitectura Alemanya a Frankfurt del Main i membre del comitè d'administració de la Fundació d'Arquitectura i Enginyeria a Luxemburg, on també va ocupar el càrrec de president entre els anys 2006 i 2007.
Entre 2000 i 2003 va ser professor substitut a la Universitat de Ciències Aplicades de Leipzig i el 2002 va fundar i va publicar la primera revista d'arquitectura de Luxemburg Adato.

## Distincions
- 2006 fou guardonat amb la Condecoració d'Honor de l'Orde al Mèrit de la República d'Àustria (novena classe).[2]

## Galeria d'obres

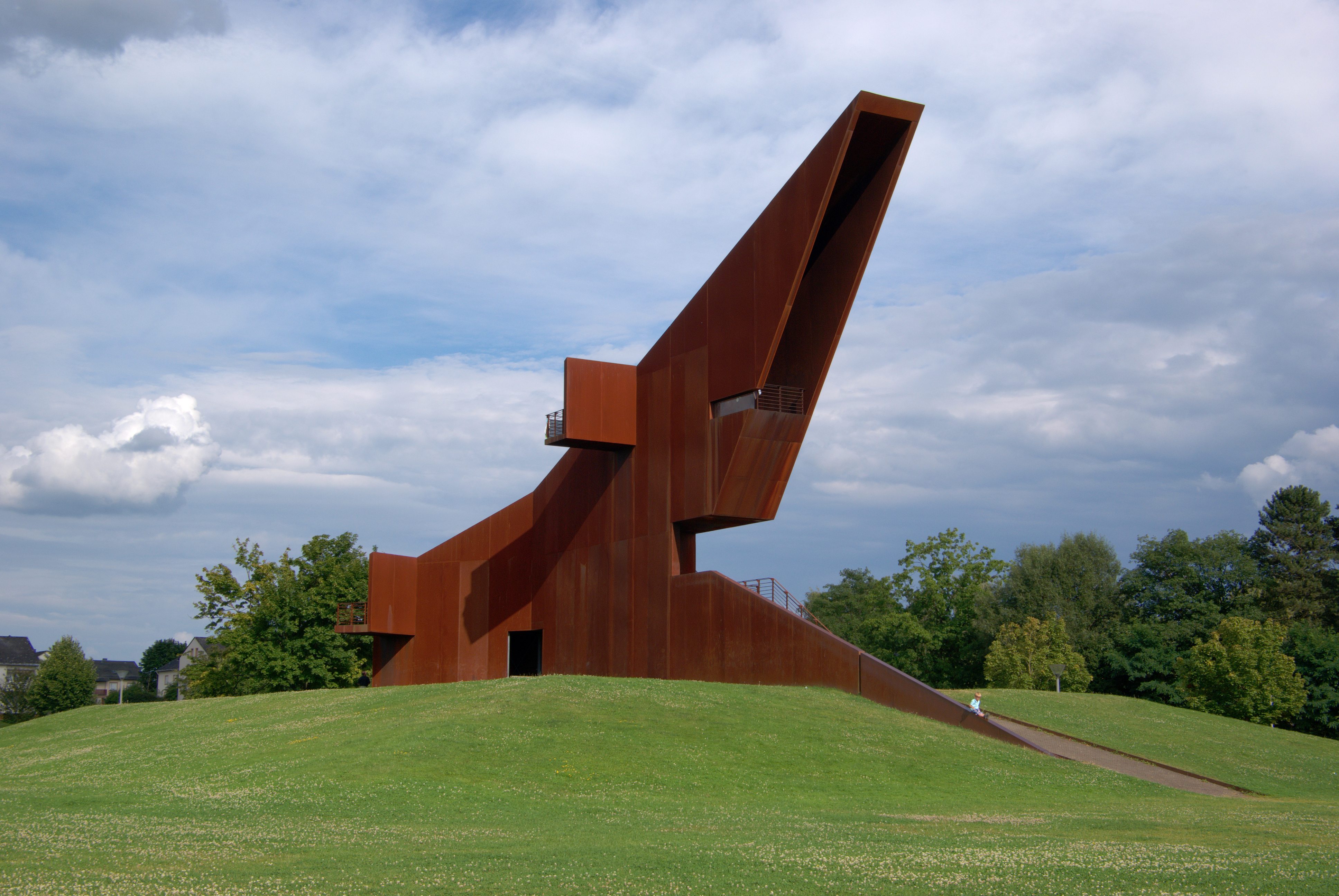
Torre a Trèveris (Alemanya)
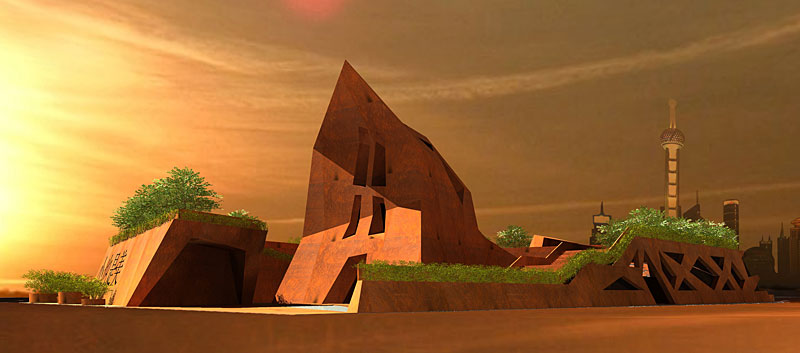
Pavelló de Luxemburg a l Exo 2010 de Xangai (La Xina)
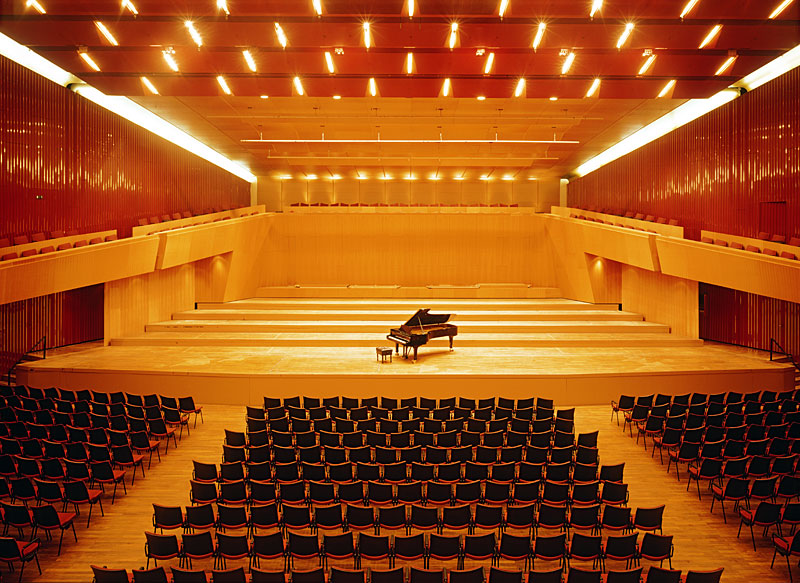
Sala de congresos a Saarbrücken (Alemanya)